# Бетцендорф (Нижняя Саксония)
Бетцендорф (нем. Betzendorf) — община в Германии, в земле Нижняя Саксония.
Входит в состав района Люнебург. Подчиняется управлению Амелингхаузен. Население составляет 1152 человека (на 31 декабря 2010 года). Занимает площадь 32,71 км².
Коммуна подразделяется на 4 сельских округа.